# Stromka brązowa
Stromka brązowa (Clivina collaris) – gatunek chrząszcza z rodziny biegaczowatych i podrodziny grzebielników. Występuje w palearktycznej Eurazji od Półwyspu Iberyjskiego po Syberię i wschodnią Azję Środkową, a  ponadto zawleczony został do Ameryki Północnej. 

## Taksonomia
Gatunek ten opisany został po raz pierwszy w 1784 roku przez Johanna F.W. Herbsta na łamach „Archiv der Insectengeschichte” pod nazwą Carabus collaris.

## Morfologia
Chrząszcz o wydłużonym ciele długości od 4,8 do 6,2 mm, przeciętnie mniejszym i szczuplejszym niż u stromki podłużnej, z wierzchu zwykle dwubarwnym – głowa i przedplecze są smoliściebrązowe do czarnych, a pokrywy są jasnobrązowoczerwone, żółtoczerwone lub brązowożółte, czasem z przyciemnionym szwem lub dużą, czarną plamą w wierzchołkowej ⅓.
Wypukła głowa ma środkowy wcisk pomniejszony do formy dołka, okolicę tego dołka punktowaną skąpo i delikatnie lub całkiem gładką, a dwie boczne zmarszczki krótsze i węższe niż u C. ypsilon. Czułki są żółtoczerwone, smuklejsze niż u stromki podłużnej. Głaszczki również mają żółtoczerwone ubarwienie.
Gładkie do lekko pomarszczonego przedplecze ma obrzeżenie boków dochodzące aż do podstawy i zwykle ma jedną parę krótkich, punktowanych bruzdek przed nasadą. Pokrywy są szersze i krótsze niż u C. ypsilon oraz krótsze i mniej walcowate niż u stromki podłużnej. Mają one po jednym chetoporze (punkcie szczecinkowym) przytarczkowym i od trzech do pięciu (zwykle po cztery) chetoporów dyskalnych, natomiast w bocznych bruzdach gęste, stykające się ze sobą punkty szczecinkowe tworzą nieprzerwany szereg. Rzędy pokryw są węższe niż u stromki podłużnej. Skrzydła tylnej pary są w pełni wykształcone. Odnóża są żółtoczerwone. Te przedniej pary są grzebne, o dwóch wyraźnych kolcach na zewnętrznych krawędziach goleni. Odnóża środkowej pary mają długi kolec na zewnętrznej krawędzi goleni.
Odwłok samców jest w całości matowy, samic silnie siateczkowany z niemal pomarszczonym ostatnim sternitem.

## Ekologia i występowanie
Owad rozmieszczony od nizin po obszary górskie. Zamieszkuje stanowiska niezacienione, od podmokłych po lekko wilgotne, w tym pobrzeża wód, doliny rzeczne, łąki i skraje lasów. Preferuje podłoże żwirowato-piaszczyste lub żwirowato-gliniaste.
Do pasożytów zewnętrznych tego chrząszcza należy grzyb Laboulbenia clivinalis z rzędu owadorostowców.
Gatunek pierwotnie palearktyczny, zawleczony także do nearktycznej Ameryki Północnej. W Europie znany jest z Portugalii, Hiszpanii, Andory, Wielkiej Brytanii, Francji, Belgii, Holandii, Luksemburga, Niemiec, Szwajcarii, Austrii, Włoch, Danii, Szwecji, Estonii, Litwy, Polski, Czech, Słowacji, Węgier, Ukrainy, Mołdawii, Rumunii, Bułgarii, Słowenii, Serbii, Czarnogóry, Albanii, Grecji oraz europejskich części Rosji i Turcji. W Azji podawany jest z anatolijskiej części Turcji, Gruzji, Armenii, Azerbejdżanu, syberyjskiej części Rosji, Kazachstanu, Turkmenistanu, Tadżykistanu, Kirgistanu i Iranu.